# Tákos
Tákos je obec v Maďarsku v župě Szabolcs-Szatmár-Bereg v okrese Vásárosnamény.
Má rozlohu 1082 ha a v roce 2015 zde žilo 354 obyvatel.

## Památky
V obci se nachází dřevěný kostel a zvonice postaveny kolem roku 1760. Kostel je sloupovo-rámové konstrukce s proutěnou výplní stěn a hliněnou mazaninou. Kostel je jednolodní obdélného půdorysu, střecha je valbová. V interiéru se nachází řezbářsky zdobená kazatelna. Strop tvoří 58 dekorativních kazet.